# Pekingi Nemzeti Vízi Központ

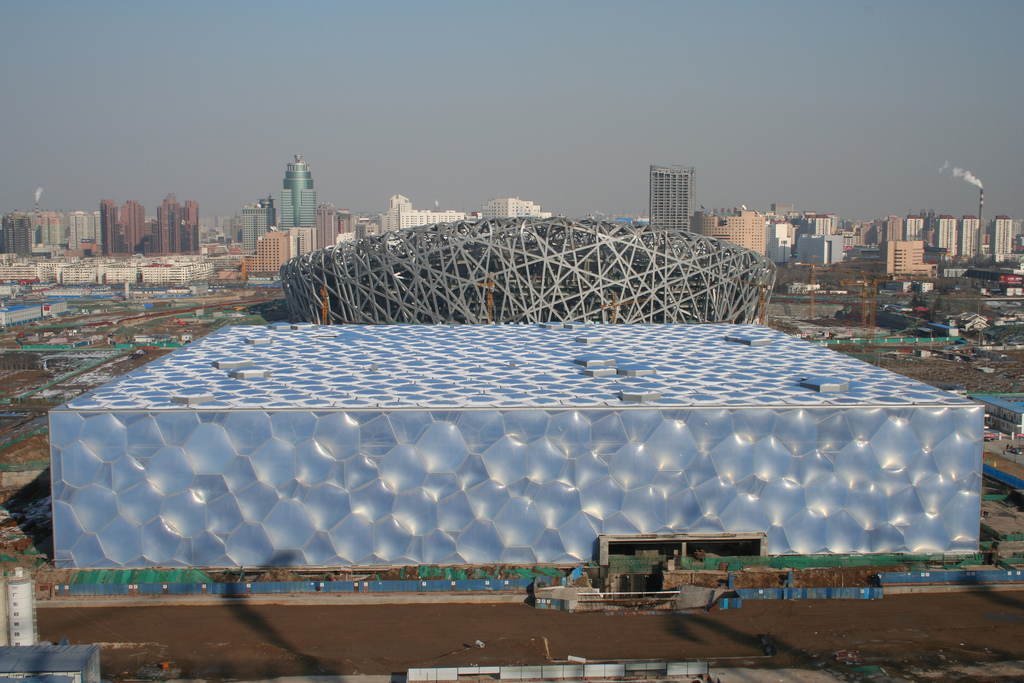
A „Vizeskocka”

A Pekingi Nemzeti Vízi Központ (Vizeskocka néven is ismert) adott otthont a 2008-as olimpia úszó, műugró és szinkronúszó versenyeinek. Ez a világ legnagyobb EFTE-vel, azaz tetrafluor-etilénnel fedett épülete, megelőzve az Allianz Arénát.
Az építési munkálatok 2003 decemberében kezdődtek, és a kész épületet 2008. január 28-án adták át. Az építési munkálatok 1,03 milliárd jüanba, nagyjából 25,1 milliárd forintba kerültek.
Az uszoda 17 000 néző befogadására alkalmas, ebből hatezer állandó ülőhely, és 11 000 az ideiglenes székek száma.
Az olimpia után szabadidőközpontként hasznosítják ezt a nagyjából 70 000 négyzetméternyi területet, amelyen jégpálya, sportcsarnok, mozi és klubok is épültek.